# 鈴木奈穂
鈴木 奈穂（すずき なほ、1974年4月28日 -）は、日本のモデル、女優。東京都出身。身長168cm。所属事務所はスペース・ワン→マドモアゼル。

## 来歴・人物
- 公式プロフィール上のスリーサイズは、バスト83cm、ウエスト60cm、ヒップ86cm。
- 特技は書道、陸上競技
- 趣味は料理。

## 出演

### テレビドラマ
- 新幹線物語'93夏（1993年、TBS） - 岸部早苗 役
- 都合のいい女（1993年、フジテレビ）
- 水戸黄門外伝かげろう忍法帖（1995年、TBS） - 朧 役
- キャンパスノート（1996年、TBS）
- 電磁戦隊メガレンジャー 第13話「どきどき! 先生は風のように」（1997年、テレビ朝日）
- はみだし刑事情熱系 第7話「身代わりの女！銃口を向けられて…」（1998年、テレビ朝日） -  岡沢百合子役
- おばはん刑事!流石姫子（1998年、テレビ朝日）
- 金曜エンタテイメント「赤い霊柩車シリーズ12 二度死んだ死体」（2000年、フジテレビ） - 小山恵美 役

### CM
- ポッカ ポッカレモン100
- 花王
- 三菱自動車 デリカD:5 三菱・i-MiEVインフォマーシャル
- 第一生命
- ABCマート G.T.Hawkinsトレッキングシューズ
- Panasonic「旅ナビ」
- ZOZOTOWN
- ロート製薬 肌研 極潤ヒアルロン液「ディズニーデザインボトル」篇

### キャンペーンガール
- アトム化学塗料　アトムキャンペーンガール（1993年）